# Parolise
Parolise é uma comuna italiana da região da Campania, província de Avellino, com cerca de 653 habitantes. Estende-se por uma área de 3 km², tendo uma densidade populacional de 218 hab/km². Faz fronteira com Candida, Chiusano di San Domenico, Lapio, Montefalcione, Salza Irpina, San Potito Ultra.

## Demografia
| Variação demográfica do município entre 1861 e 2011                               |
|                                                                                   |
| Fonte: Istituto Nazionale di Statistica (ISTAT) - Elaboração gráfica da Wikipedia |